# 藍瓶咖啡
藍瓶咖啡（英語：Blue Bottle Coffee）是雀巢公司旗下一家連鎖咖啡公司及旗下店鋪的名稱，總部位於加利福利亞州奧克蘭市。其特點是專注于單一產地咖啡，以優質的咖啡調製工藝而著名。

## 地點分佈
公司最初設立在加州奧克蘭，很快事業就擴大到其他地區。旗下咖啡店更是拓展到舊金山多個區域，包括渡輪大廈和現代藝術博物館的屋頂花園等。2016年，藍瓶咖啡已有29家店舖，並預期在2017年底擁有超過50家分店。
目前範圍涵蓋加州、波士頓、紐約、華盛頓、東京、京都、神戶、橫濱、福岡、名古屋、首爾、香港、上海、深圳及杭州。

## 歷史沿革

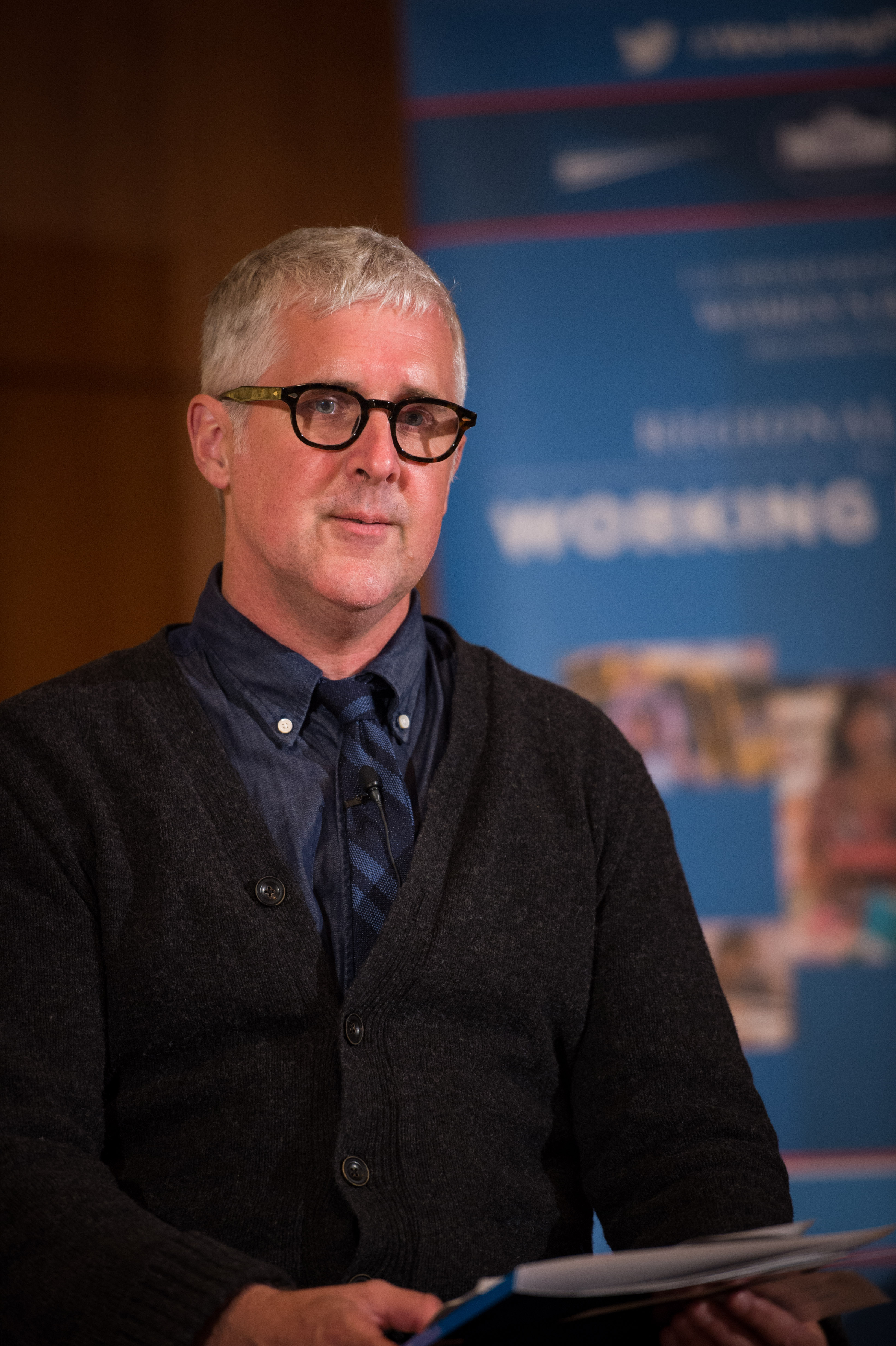
占士·費曼，藍瓶咖啡執行長，攝於2014年。

2000年代初期，W·詹姆士·費里曼於加州奧克蘭成立藍瓶咖啡，「藍瓶咖啡」之名取自歐洲第一家咖啡店「藍瓶咖啡館」（The Blue Bottle Coffee House）。藍瓶咖啡最早是從事咖啡外送服務，但此服務很快就中止，並轉投入傳統咖啡館的營業。
藍瓶咖啡的營業據點遍及舊金山以及舊金山灣區多個區域，2010年於紐約市開設了第一家的營業據點。藍瓶咖啡售有像Gibraltar（告爾多的一種）等較冷僻的咖啡品種。在舊金山，其主要競爭對手包括四桶咖啡和藝式咖啡。
2012年，藍瓶咖啡獲得了2000萬美元的风险投资。
2015年，蓝瓶咖啡完成了一轮风险投资，从富达投资的投资者手中获得了7000万美元的投资。
自成立以来，该公司已从投资者手中筹集了1.2亿美元的资金。
2017年9月，全世界最大的食品及飲品公司雀巢，收購了藍瓶咖啡大部分的股份。儘管關於該交易的財政細節並未公布，但英國《金融時報》稱：「雀巢據悉將出資5億美元，收購藍瓶咖啡68%的股份」，隨後由雀巢公開發表收購聲明，確認本次收購案。藍瓶咖啡2017年銷售額可望增長70%。

### 進軍日本市場
2015年2月6日，藍瓶咖啡於日本東京都江東區平野（清澄白河站附近），開設美國海外第一家分店，店名為。另外，在該店舖進駐之前，東京都澀谷區宇田川町的西武百貨店澀谷店Movita館開幕式中，於2009年10月23日開幕的「POTLUCK」咖啡店即已提供「藍瓶咖啡」產品，然而該咖啡店於約莫一年後歇業。

### 進軍韓國市場
藍瓶咖啡 Blue Bottle Coffee 進軍韓國的第一間店於 2019年5月3日開幕，門市位於韓國首爾聖水洞。為繼日本之後，Blue Bottle Coffee在亞洲的第二個據點，並且是以成立子公司「Blue Bottle Coffee Korea Ltd.」的方式進軍韓國。

### 進軍香港市場
2020年4月29日，藍瓶咖啡於香港中环，開設大中华区首店。

### 進軍中国大陆市場
2022年2月25日，蓝瓶咖啡开设上海裕通店，为其在中国大陆首店。到2025年6月15日為止，總共開設15家門市，分布在上海、深圳及杭州等三座城市，其中上海就開設12家門市。

### 進軍新加坡市場
2024年8月進駐新加坡，成為東南亞第一家門市。

## 外部連結
- bluebottlecoffee.com （页面存档备份，存于） - 官方網站